# 八莒站
八莒站（：／ Palgeo yeok */?）副站名國立農管院·統計廳（국립농관원·통계청），是大邱地鐵3號線沿線的一座高架車站，位於韓國大邱廣域市北區東川洞。

## 車站結構
站體為2面2線側式月台的高架車站，候車月台設有半高式月台門，並有4處出口。

### 月台配置
| 鶴亭 ↑ |
| \| 上  |
| ↓ 東川 |

| 月台 | 路線               | 目的地                   |
| ---- | ------------------ | ------------------------ |
| 上行 | ●大邱都市鐵道3號線 | 鶴亭、漆谷慶大醫院方向   |
| 下行 | ●大邱都市鐵道3號線 | 東川、西門市場、龍池方向 |

## 歷史
- 2015年4月23日：落成啟用。

## 車站周邊
- 慶尚北道家畜衛生試驗所
- 慶尚北道農業資源管理院
- 東北地方統計廳
- 大邱保健大學附設醫院
- Home plus（朝鲜语：홈플러스）漆谷店
- 大邱漆谷CGV
- 北大邱（漆谷）Megabox
- 大邱漆谷初等學校
- 大邱江北警察署
- 三星數位商場東川店

## 圖片

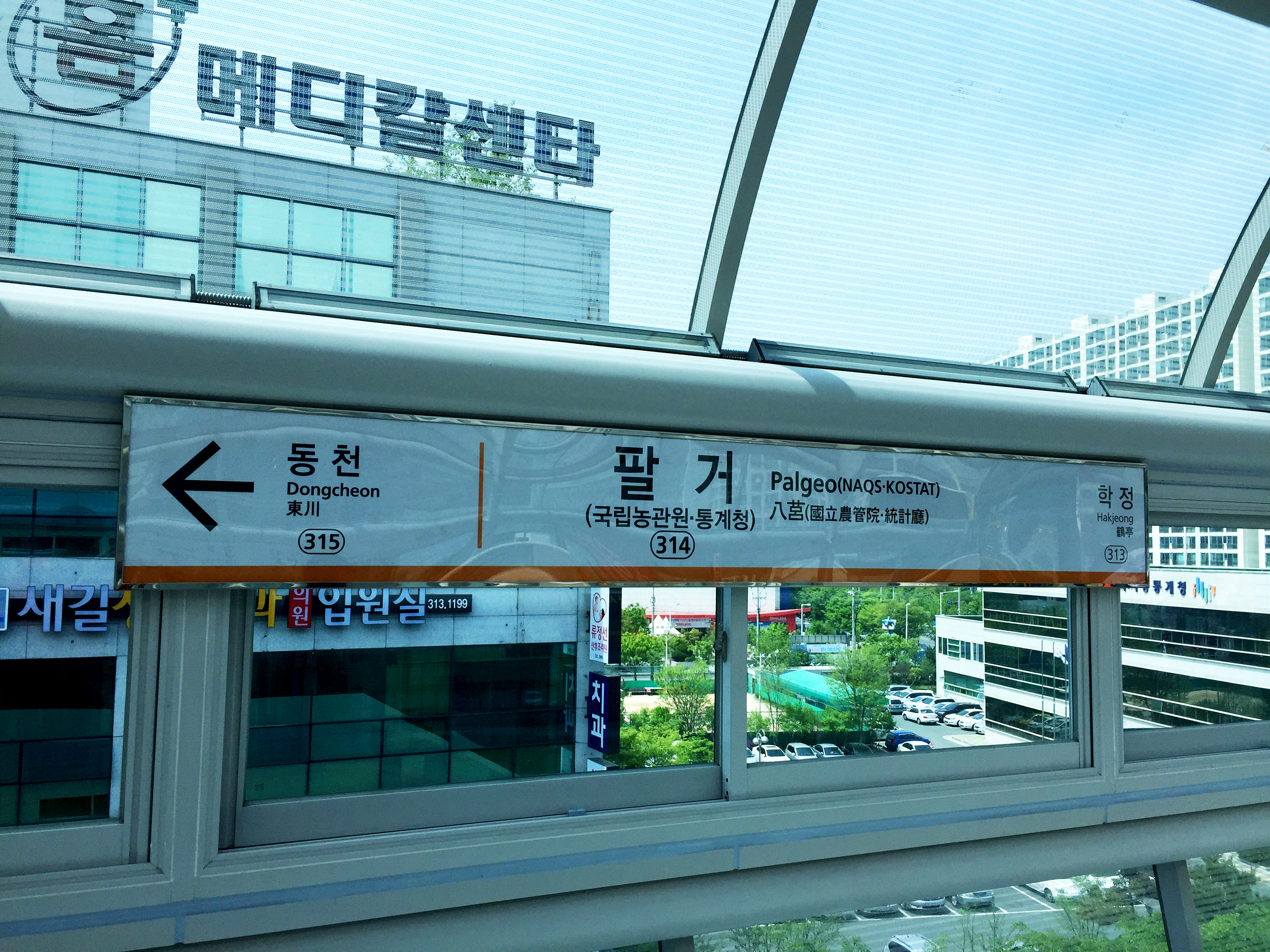
站名牌
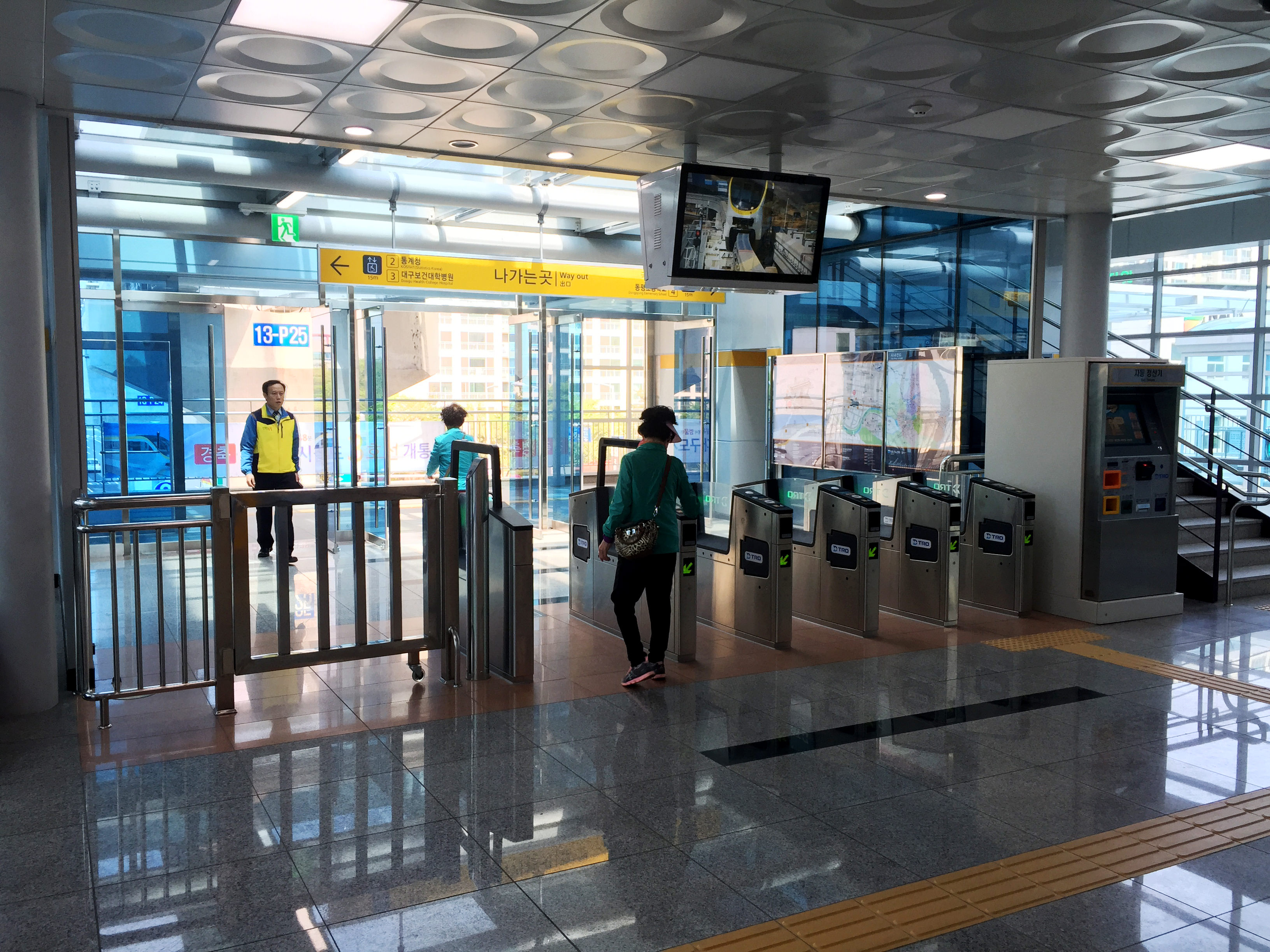
剪票閘口
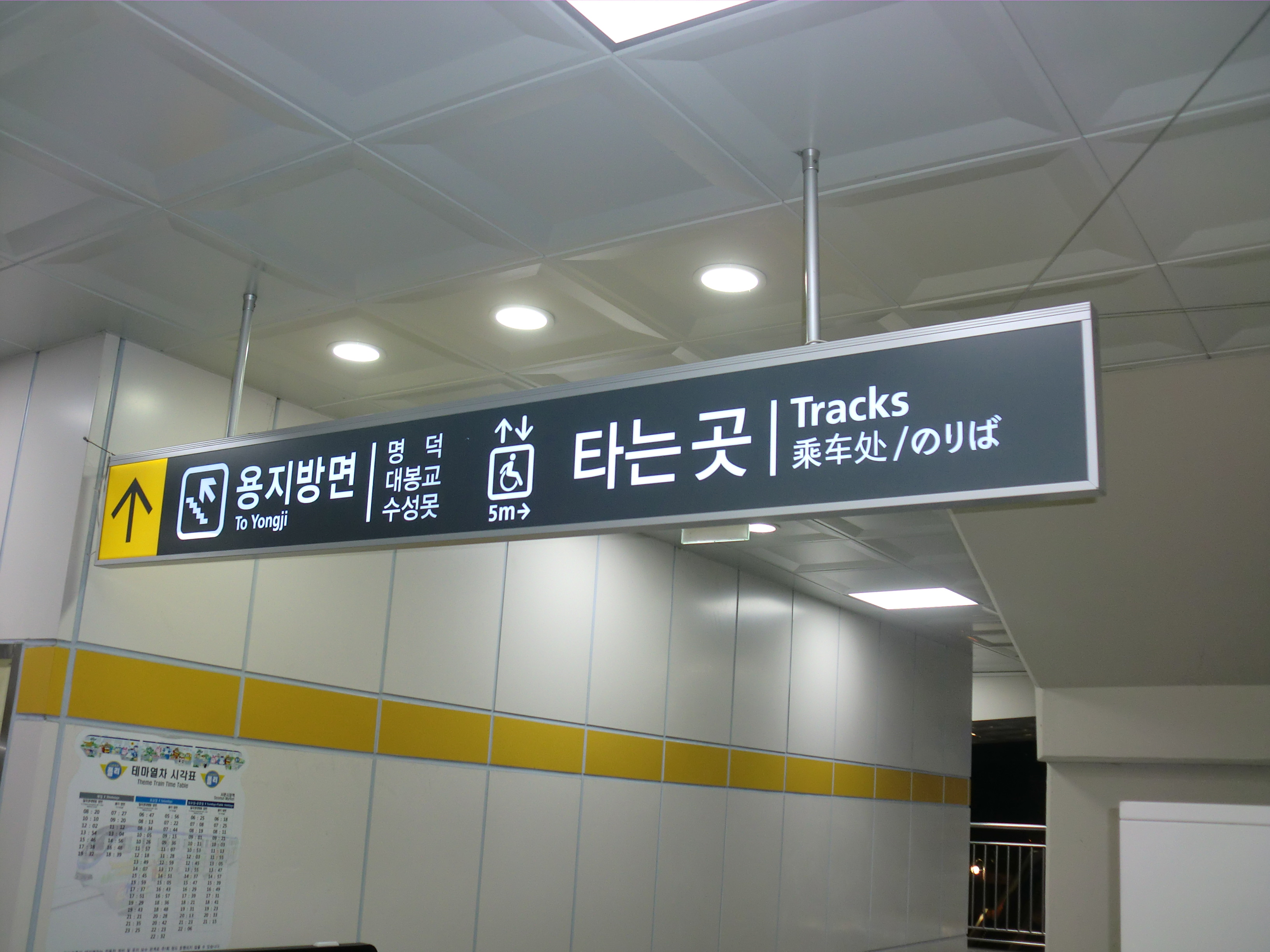
站牌告示
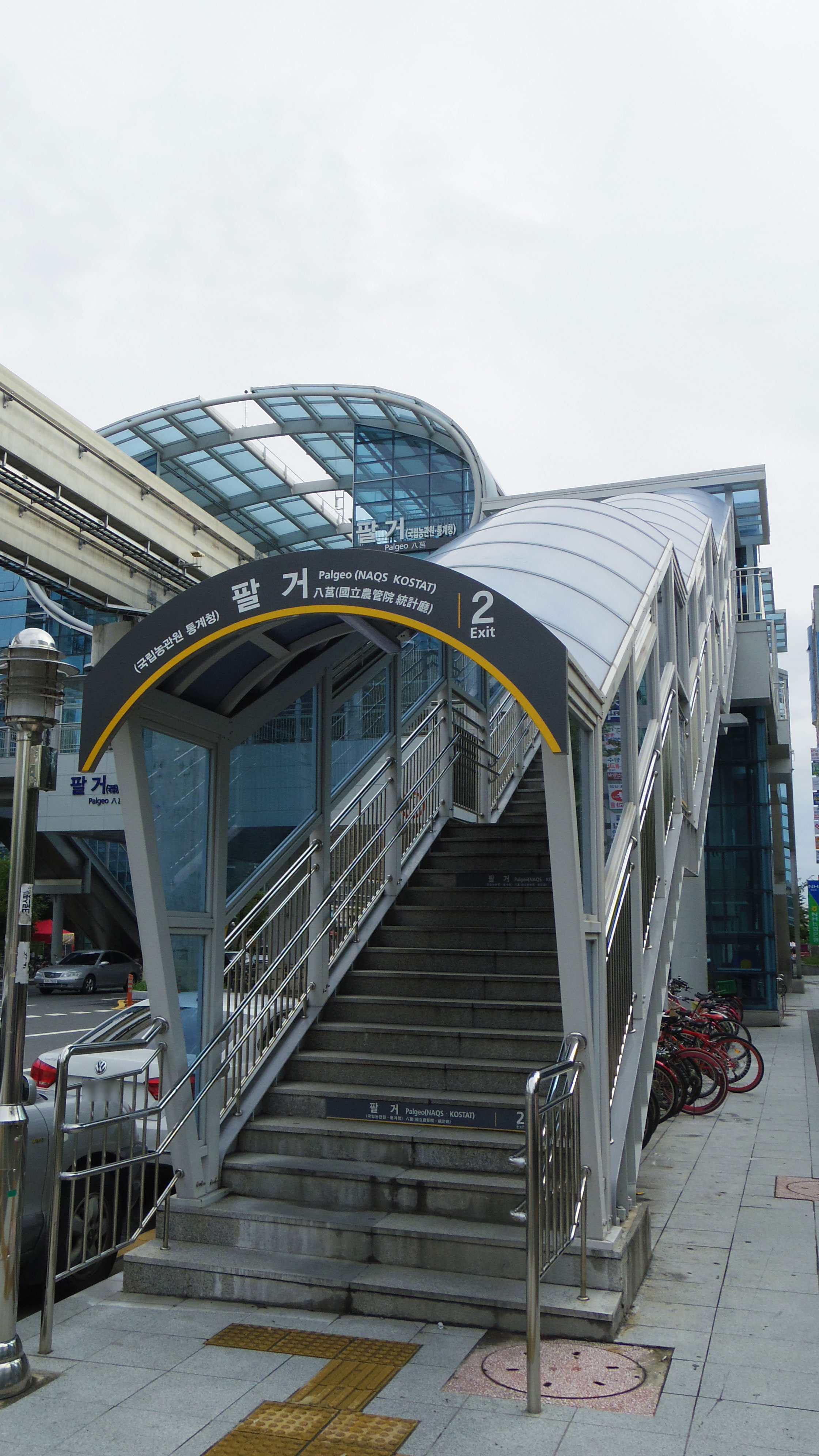
2號出口
車站建築

## 相鄰車站
大邱都市鐵道公社
●大邱都市鐵道3號線
鶴亭（313）－八莒（314）－東川（315）